# 1786
Évszázadok: 17. század – 18. század – 19. század
Évtizedek: 1730-as évek – 1740-es évek – 1750-es évek – 1760-as évek – 1770-es évek – 1780-as évek – 1790-es évek – 1800-as évek – 1810-es évek – 1820-as évek – 1830-as évek
Évek: 1781 – 1782 – 1783 – 1784 –  1785 – 1786 – 1787 – 1788 – 1789 – 1790 – 1791

## Események
- január 5. – II. József rendeletet hoz a földek kataszteri felmérésére.[1]
- január 18. – II. József megszünteti a Magyarországra érkező osztrák árucikkek vámját.
- február 7. – II. József feloszlatja a pálos rendet.[2]
- május 1. – Mozart Figaro házassága című operájának ősbemutatója Bécsben.[3]
- május 31. – Párizsban ítéletet hirdetnek a a francia királyné nyakéke ügyében.[4]
- augusztus 8. – Michel-Gabriel Paccard és Jacques Balmat elsőként mássza meg a Mont Blanc-t.[5]
- augusztus 17. – II. (Nagy) Frigyest halála után II. Frigyes Vilmos követi Poroszország és Brandenburg trónján.[6]
- október 30. – II. József eltörli a halálbüntetést.[7]
- december 2. – Megindul a Magyar Kurír című, kéthetenként megjelenő magyar nyelvű újság Bécsben.[8]

## Születések
- január 5. – Thomas Nuttall angol botanikus és zoológus († 1859)
- február 27. – Alexander C. Hanson, amerikai politikus, szenátor († 1839)
- április 7. – Guzmics Izidor, bencés szerzetes, közíró, teológus, az MTA tagja († 1839)
- május 8. – Vianney Szent János, francia plébános, a plébánosok védőszentje († 1859)
- május 23. – Reviczky Ádám, főúr, katona, jogász, reformkori politikus, főkancellár, az MTA igazgatósági tagja († 1862)
- május 30. – Fáy András, író, politikus († 1864)
- augusztus 17. – Davy Crockett, amerikai nemzeti hős, katona és politikus († 1836)
- szeptember 10. – Nicolás Bravo,  mexikói függetlenségi harcos, később három alkalommal rövid időre az ország elnöke († 1854)
- szeptember 22. – Farkas Ferenc, teológiai doktor, vovadrai címzetes püspök, székesfehérvári nagyprépost, költő († 1864)
- október 14. – Julius Jacob von Haynau, osztrák hadvezér, nevéhez fűződik az 1848-49-es forradalmat és szabadságharcot követő ellenforradalmi terror († 1853)
- november 18. – Carl Maria von Weber, német zeneszerző († 1826)
- november 26. – Nicolae Borbola, magyar jogtudós, görögkatolikus nagyprépost és jogakadémiai tanár († 1877)
- december 1. – Döbrentei Gábor, költő, királyi tanácsos, az MTA tagja († 1851)

## Halálozások
- január 4. – Moses Mendelsohn, német zsidó filozófus
- február 12. – Farkas Ádám, költő, a soproni evangélikus líceum rektora (* 1730)
- március 18. – Gustaf Lundberg, svéd festő (* 1695)
- május 23. – Benyovszky Móric, világutazó, felfedező, Madagaszkár királya, emlékiratíró (* 1746)
- május 25. – Stjepan Zanović, „Albánia hercege”, dalmáciai kalandor, költő és író (* 1751)
- június 4. – Varjas János, a Debreceni Református Kollégium professzora (* 1721)
- június 19. – Nathanael Greene, az Amerikai Kontinentális Hadsereg főtábornoka az amerikai függetlenségi háborúban (* 1742)
- augusztus 17. – II. (Nagy) Frigyes, a felvilágosult abszolutizmus szellemében uralkodó porosz király, hadvezér (* 1712)
- október 8. – Antonio Sacchini, olasz zeneszerző (* 1734)
- november 16. – Hatvani István, orvosdoktor, a Debreceni Református Kollégium tanára (* 1718)

### Bizonytalan dátum
- Rettegi György, emlékiratíró, Szolnok-Doboka vármegye pénztárnoka, majd alispánja (* 1718)